# Battaglia di Norimberga (calcio)
Battaglia di Norimberga è il soprannome dato all'incontro di calcio tra le nazionali di Portogallo e Paesi Bassi giocato al Frankenstadion di Norimberga il 25 giugno 2006, durante il campionato mondiale 2006.
L'arbitro russo Valentin Ivanov ha mostrato ai giocatori 4 cartellini rossi e 16 cartellini gialli, stabilendo un nuovo record per i cartellini mostrati in qualsiasi torneo internazionale in ambito FIFA.

## Premesse
Il Portogallo e i Paesi Bassi si erano già incontrati nella semifinale del precedente grande torneo, il campionato europeo 2004, vinta 2-1 per i lusitani, ma senza mostrare lo stesso livello di animosità tra i giocatori delle due squadre. A Norimberga erano in campo cinque giocatori olandesi e undici portoghesi che avevano preso parte a quella partita.

## La partita

### Primo tempo
Mark van Bommel è stato ammonito immediatamente, in entrata, al 2º, mentre al 7º il difensore olandese Khalid Boulahrouz è stato ammonito per un fallo che ha causato l'infortunio di Cristiano Ronaldo e che alla fine avrebbe costretto alla sostituzione dell'esterno prima dell'intervallo. Ronaldo se n'è andato in lacrime e ha continuato a descrivere il contrasto di Boulahrouz come "chiaramente un fallo intenzionale per farmi infortunare". Al 19º Maniche era stato ammonito per un fallo su Van Bommel.
Poco dopo il gol del Portogallo, sopraggiunto al 23º per mano di Maniche, il centrocampista difensivo del Portogallo Costinha è entrato con forza sul veterano olandese Phillip Cocu, ricevendo un cartellino giallo. È stato poi il primo ad essere espulso poco prima dell'intervallo dopo aver ricevuto un secondo cartellino giallo per un fallo di mano.

### Secondo tempo
Dopo che Petit era stato ammonito al 50º, Giovanni van Bronckhorst e Luís Figo vengono a loro volta stati sanzionati con un cartellino giallo, dopo una mischia a bordo campo con Van Bommel durante la quale Figo gli ha dato una testata. L'allenatore del Portogallo Luiz Felipe Scolari ha dato la sua approvazione a questa testata affermando dopo la partita: "Gesù Cristo potrebbe essere in grado di porgere l'altra guancia, ma Luís Figo non è Gesù Cristo".
Boulahrouz è stato espulso al 63º con una seconda ammonizione dopo aver commesso un fallo su Figo, che ha scatenato una mischia sulla linea laterale, coinvolgendo Boulahrouz (che ha affrontato Simão), André Ooijer e la panchina portoghese, rendendo necessario l'intervento del quarto uomo Marco Rodríguez. Il fantasista portoghese Deco ha effettuato un brutto fallo sul difensore olandese John Heitinga ed è stato ammonito, dopo che l'Olanda non aveva restituito il pallone dopo che il Portogallo l'aveva mandata in fallo laterale per consentire a un giocatore di ricevere cure mediche. Nella rissa che ne è seguita, Wesley Sneijder ha spinto Petit a terra ed è stato a sua volta ammonito. L'olandese Rafael van der Vaart ha ricevuto un cartellino giallo, apparentemente per dissenso.
Successivamente sono stati puniti il portiere portoghese Ricardo (per perdita di tempo) e il terzino sinistro Nuno Valente (per un brutto fallo). Deco ha ricevuto la sua seconda ammonizione ed è stato espulso al 78º per aver ritardato la ripresa dopo che era stata concessa una punizione, mentre Cocu è sfuggito a un'ammonizione per aver lottato con Deco a terra nel suo tentativo di recuperare la palla. All'88º Simão ha attirato le ire del portiere olandese Edwin van der Sar, dopo che la gamba del giocatore portoghese è entrata in contatto con quella dell'olandese nel tentativo di segnare un gol, ma l'arbitro ha deciso di non intraprendere alcuna azione disciplinare. Nei minuti di recupero Van Bronckhorst è stato espulso per doppia ammonizione per un fallo su Tiago.
Durante la partita è stata mostrata una scena in un filmato televisivo in cui Boulahrouz, Deco e Van Bronckhorst erano seduti insieme in disparte dopo essere stati espulsi: gli ultimi due, compagni di squadra nel club spagnolo del Barcellona, discutevano. Il commentatore Gary Bloom ha definito la scena "l'angolo dei cattivi ragazzi".

## Conseguenze
All'indomani della partita, l'arbitro Ivanov è stato criticato dal presidente della FIFA Sepp Blatter, che ha suggerito che Ivanov avrebbe dovuto darsi un cartellino giallo per la sua scarsa prestazione durante la partita. Blatter in seguito si è pentito di queste parole e ha promesso di scusarsi ufficialmente. La FIFA ha annunciato che Ivanov non avrebbe arbitrato altre partite del torneo. Il padre di Ivanov, Valentin Ivanov, ha difeso suo figlio, dicendo che era stata la richiesta della FIFA agli arbitri di essere severi con i giocatori.
Quando il Portogallo affrontò l'Inghilterra nei successivi quarti di finale, era senza gli squalificati Deco e Costinha. Il Portogallo è riuscito, nonostante le assenze, a raggiungere le semifinali, ma durante il quarto di finale due giocatori sono stati squalificati a causa di cartellini gialli accumulati, compresi quelli subiti nella partita giocata contro i Paesi Bassi.
Il record di cartellini gialli in una partita di Coppa del Mondo è stato superato nell'edizione del 2022, quando Antonio Mateu Lahoz ha emesso un totale di 17 cartellini gialli durante la partita dei quarti di finale tra Paesi Bassi e Argentina.

## Dettagli della partita
| Arbitro: | Valentin Ivanov |

|             |           |  |
| 23’ Maniche | Marcatori |  |

| Portogallo | Paesi Bassi |

| GK                  | 1  | Ricardo           | 76’        |     |
| RB                  | 13 | Miguel            |            |     |
| CB                  | 5  | Fernando Meira    |            |     |
| CB                  | 16 | Ricardo Carvalho  |            |     |
| LB                  | 14 | Nuno Valente      | 76’        |     |
| CM                  | 6  | Costinha          | 31’, 45+1’ |     |
| CM                  | 18 | Maniche           | 20’        |     |
| RW                  | 7  | Luís Figo (c)     | 60’        | 84’ |
| AM                  | 20 | Deco              | 73’, 78’   |     |
| LW                  | 17 | Cristiano Ronaldo |            | 33’ |
| CF                  | 9  | Pauleta           |            | 46’ |
| Substitutes:        |    |                   |            |     |
| GK                  | 12 | Quim              |            |     |
| GK                  | 22 | Paulo Santos      |            |     |
| DF                  | 2  | Paulo Ferreira    |            |     |
| DF                  | 3  | Marco Caneira     |            |     |
| DF                  | 4  | Ricardo Costa     |            |     |
| MF                  | 8  | Petit             | 50’        | 46’ |
| MF                  | 10 | Hugo Viana        |            |     |
| MF                  | 11 | Simão             |            | 33’ |
| FW                  | 15 | Luís Boa Morte    |            |     |
| MF                  | 19 | Tiago             |            | 84’ |
| FW                  | 21 | Nuno Gomes        |            |     |
| FW                  | 23 | Hélder Postiga    |            |     |
| Manager:            |    |                   |            |     |
| Luiz Felipe Scolari |    |                   |            |     |

| GK               | 1  | Edwin van der Sar (c)      |            |     |
| RB               | 3  | Khalid Boulahrouz          | 7’, 63’    |     |
| CB               | 13 | André Ooijer               |            |     |
| CB               | 4  | Joris Mathijsen            |            | 56’ |
| LB               | 5  | Giovanni van Bronckhorst   | 59’, 90+5’ |     |
| CM               | 18 | Mark van Bommel            | 2’         | 67’ |
| CM               | 20 | Wesley Sneijder            | 73’        |     |
| CM               | 8  | Phillip Cocu               |            | 84’ |
| RW               | 17 | Robin van Persie           |            |     |
| CF               | 7  | Dirk Kuyt                  |            |     |
| LW               | 11 | Arjen Robben               |            |     |
| Substitutes:     |    |                            |            |     |
| GK               | 22 | Henk Timmer                |            |     |
| GK               | 23 | Maarten Stekelenburg       |            |     |
| DF               | 2  | Kew Jaliens                |            |     |
| MF               | 6  | Denny Landzaat             |            |     |
| FW               | 9  | Ruud van Nistelrooy        |            |     |
| MF               | 10 | Rafael van der Vaart       | 74’        | 56’ |
| DF               | 12 | Jan Kromkamp               |            |     |
| DF               | 14 | John Heitinga              |            | 67’ |
| DF               | 15 | Tim de Cler                |            |     |
| MF               | 16 | Hedwiges Maduro            |            |     |
| FW               | 19 | Jan Vennegoor of Hesselink |            | 84’ |
| FW               | 21 | Ryan Babel                 |            |     |
| Manager:         |    |                            |            |     |
| Marco van Basten |    |                            |            |     |

| Uomo partita: Maniche (Portogallo) Assistenti arbitri: Nikolaj Golubev ( Russia) Evgeny Volnin ( Russia) Quarto ufficiale: Marco Rodríguez ( Messico) Quinto ufficiale: José Luis Camargo ( Messico) | Regole della partita: - 90 minuti - 30 minuti di tempo supplementare in caso di parità - Calci di rigore se i punteggi sono ancora pari - Dei 12 sostituti nominati, tre possono essere utilizzati |